# 𦛨饼
𦛨饼是广东潮汕的一种特色饼类糕点，“𦛨”潮汕话指動物脂肪，𦛨饼正是由猪𦛨制成而得名。
潮汕人喜欢边吃美味的𦛨饼边喝工夫茶。而且潮汕人家里有喜事或者拜神的时候也都会有𦛨饼的身影。

## 制作方法
𦛨饼由饼皮和饼馅组成，饼皮又由酥和皮组成，其中的酥是由麵粉和猪𦛨制成，而皮则是用精面粉、猪𦛨、麥芽糖、饮用水制成，把酥和皮揉合在一起就成了𦛨饼的外皮。把做好的饼馅包进饼皮里，捏成型后，再进行烤焙就成美味的𦛨饼。

## 𦛨饼口味
常见的口味有绿豆沙𦛨饼、乌豆沙𦛨饼、莲蓉蛋黄𦛨饼、芋泥𦛨饼、老香黄𦛨饼等。